# St. Crispin's Reef
St. Crispin Reef, jedan od grebena u Velikom koraljnom grebenu (Great Barrier Reef) pred obalom Queenslanda u Australiji. St. Crispin Reef nalazi se oko 38 nautičkih milja sjeveroistočno od Port Douglasa, južno od Agincourta i sjeverno od Opal Reefa. Ovaj kraj je zbog koraljnih grebena privlačan roniocima, a u njemu je 1998. nesretno stradao bračni par Thomas i Eileen Lonergan čija tijela nikad nisu pronađena, i na osnovu čega je 2004. snimljen film Pučina straha (Open Water).

## Vanjske poveznice
- Great Barrier Reef: St Crispin  Arhivirana inačica izvorne stranice od 30. travnja 2008. (Wayback Machine)